# カテコールオキシダーゼ (二量体化)
カテコールオキシダーゼ (二量体化)（catechol oxidase (dimerizing)）は、次の化学反応を触媒する酸化還元酵素である。
4 カテコール + 3 O2 {\displaystyle \rightleftharpoons } 2 ジベンゾ[1,4]ジオキシン-2,3-ジオン + 6 H2O
すなわち、この酵素の基質はカテコールとO2で、生成物はジベンゾ[1,4]ジオキシン-2,3-ジオンとH2Oである。
組織名はcatechol:oxygen oxidoreductase (dimerizing)である。